# Neumarkt-Köstendorf
Neumarkt-Köstendorf (niem: Bahnhof Neumarkt-Köstendorf) – stacja kolejowa w Neumarkt am Wallersee, w kraju związkowym Salzburg, w Austrii. Znajduje się na ważnej magistrali kolejowej Westbahn.

## Historia
Budynek dworca jest zabytkowym budynkiem. Od 10 grudnia 2017 Railjet zatrzymuje się tutaj w kierunku lotniska w Wiedniu.

## Linie kolejowe
- Linia Westbahn

## Połączenia
| Linia | Trasa | Takt                |
| ----- | --- | ------------------- |
| RJ    | Klagenfurt Hauptbahnhof – Villach Hauptbahnhof – Spittal-Millstättersee – Schwarzach-St. Veit – Salzburg Hauptbahnhof – Neumarkt-Köstendorf – Attnang-Puchheim – Wels Hauptbahnhof – Linz Hauptbahnhof – St. Pölten Hauptbahnhof – Wien Hauptbahnhof – Flughafen Wien | jedna para pociągów |
| S2    | Freilassing – Salzburg Hauptbahnhof – Neumarkt-Köstendorf – Straßwalchen – (Attnang-Puchheim – Wels Hauptbahnhof – Linz Hauptbahnhof) | godzinny            |
| R     | Straßwalchen – Neumarkt-Köstendorf – Salzburg Hauptbahnhof | godzinny            |
| REX   | Neumarkt-Köstendorf – Braunau am Inn | dwugodzinny         |